# Тројни пакт
Тројни пакт, такође познат као Берлински пакт, Пакт три силе, Осовински пакт, Пакт три правца или Тројна претња је пакт који је потписан у Берлину, Немачка, 27. септембра 1940. године. Потписали су га Сабуро Курсу из Царевине Јапан, Адолф Хитлер из Нацистичке Немачке и Галеацо Ћано (министра иностраних дела Италије) из Фашистичке Италије. Тиме је званично створен војни савез сила Осовине у Другом светском рату као супротност силама савезницима.
Тројни пакт, уз Антикоминтернски пакт и Челични пакт, је био један од споразума између Немачке, Јапана, Италије и других држава Сила Осовине који је уређивао њихове односе.

## Позадина и споразум
Споразум је формализовао савезништво сила Осовина, који је уперен против још увек формално неутралних Сједињених Држава у случају да се умешају у Други светски рат.
Тројном пакту приступила је Мађарска (20. новембра 1940), Румунија (23. новембра 1940), Словачка као сателитска држава Немачке (24. новембра 1940) и Бугарска (1. марта 1941). Приступање Југославије Тројном пакту (25. марта 1941) је проузроковало војни пуч два дана касније, а Немачка, Италија и Мађарска су на ово одговориле инвазијом на Југославију, окупирајући и делећи њену државну територију уз асистенцију Бугарске. Резултат окупаторске поделе Југославије био је стварање италијанско-немачке сателитске државе познатије као Независна Држава Хрватска која ће такође приступити Тројном пакту (15. јуна 1941).

## Текст пакта
Владе Немачке, Италије и Јапана сматрају као предуслов трајног мира да свака нација на свету треба да има простор који јој је потребан.
ЧЛАН 1. Јапан признаје и поштује вођство Немачке и Италије у завођењу новог реда у Европи.
ЧЛАН 2. Немачка и Италија признају и поштују вођство Јапана у завођењу новог реда у Источној Азији.
ЧЛАН 3. Јапан, Немачка и Италија сложили су се да сарађују на свим пољима. Обавезују се се да се помажу свим политичким, економским и војним средствима ако једна од три уговорене стране буде нападнута од неке силе, која се не налази у европском рату или кинеско-јапанском сукобу.

## Краљевина Југославија
Дана 25. марта 1941. године, кнез Павле Карађорђевић, први намесник Краљевине Југославије пристао је на Тројни пакт. Хитлеру није било лако да натера Југославију на овај споразум. Постојала је врло јака антинемачка струја у земљи, првенствено код већинског српског становништва. Војним пучом од 27. марта 1941. године је промењена влада и шеф државе у Југославији, али није повучен документ о приступу Тројном пакту. Пуч је извела група југословенских официра, уз британску подршку, и том приликом довела малолетног краља Петра II Карађорђевића на власт.